# Mroczne miasta
Mroczne miasta (fr. Les Cités obscures) – francuskojęzyczna seria komiksowa, której twórcami są belgijski rysownik i architekt François Schuiten i francuski scenarzysta Benoît Peeters. Ukazuje się od 1983 nakładem belgijskiego wydawnictwa Casterman. Po polsku pierwszy tom opublikowało wydawnictwo Manzoku, a kolejne tomy – wydawnictwo Scream Comics.

## Fabuła
Mroczne miasta są zbiorem niezależnych opowieści, w których główną lub pośrednią rolę odgrywają architekci i urbaniści, a także "urbitekci" – wymyślone przez twórców serii postaci łączące obydwa zawody. Osadzona w świecie alternatywnym do rzeczywistego, seria przedstawia wizje miast i budowli, które mają wpływ na głównych bohaterów, a często są też konstrukcjami inteligentnymi.

## Tomy

### Seria główna
| Tom | Wydanie polskie               | Wydanie oryginalne                    |
| --- | ----------------------------- | ------------------------------------- |
| 1   | Mury Samaris (2008)           | Les Murailles de Samaris (1983)       |
| 2   | Gorączka urbikandyjska (2019) | La Fièvre d'Urbicande (1985)          |
| 3   | Wieża (2021)                  | La Tour (1987)                        |
| 4   | Droga do Armilii (2021)       | La Route d'Armilia (1988)             |
| 5   | Brüsel (2022)                 | Brüsel (1992)                         |
| 6   | Pochyłe dziecko (2021)        | L'Enfant penchée (1996)               |
| 7   | Cień mężczyzny (2022)         | L'Ombre d'un homme (1999)             |
| 8   | Niewidzialna granica (2022)   | La Frontière invisible 1 (2002)       |
| 9   | Niewidzialna granica (2022)   | La Frontière invisible 2 (2004)       |
| 10  | Teoria ziarnka piasku (2023)  | La Théorie du grain de sable 1 (2007) |
| 11  | Teoria ziarnka piasku (2023)  | La Théorie du grain de sable 2 (2008) |
| 12  | Powrót kapitana Nemo (2024)   | Le retour du capitane Nemo (2023)     |

### Poza serią
| Tom | Wydanie polskie                               | Wydanie oryginalne                                       |
| --- | --------------------------------------------- | -------------------------------------------------------- |
| 1   |                                               | Le Mystère d'Urbicande (1985)                            |
| 2   | Archiwista (2024)                             | L'Archiviste (1987)                                      |
| 3   |                                               | L'Encyclopédie des transports présents et à venir (1988) |
| 4   |                                               | Le Musée A. Desombres (1990)                             |
| 5   | Wspomnienia z wiecznej teraźniejszości (2024) | Souvenirs de l'Éternel présent (19923)                   |
| 6   |                                               | L'Écho des Cités (1993)                                  |
| 7   |                                               | Mary la penchée (1995)                                   |
| 8   |                                               | Le dossier B. (1995)                                     |
| 9   |                                               | Le Guide des Cités (1996)                                |
| 10  |                                               | Voyages en Utopie (2000)                                 |
| 11  |                                               | L'Étrange Cas du docteur Abraham (2001)                  |
| 12  |                                               | L'Affaire Desombres (2002)                               |
| 13  |                                               | Les Portes du Possible (2005)                            |
| 14  |                                               | L'Atelier de Schuiten-Peeters (2008)                     |

## Nagrody i odbiór krytyki
Mroczne miasta zdobyły uznanie drobiazgowym oddaniem detali architektonicznych przez François Schuiten, tworzącego w swych rysunkach projekty łączące dawne style z fantastyką naukową. Drugi tom serii, Gorączka urbikandyjska, otrzymał Nagrodę za najlepszy komiks na Międzynarodowym Festiwalu Komiksu w Angoulême w 1985. Amerykańska edycja siódmego tomu została w 2022 uhonorowana Nagrodą Eisnera w kategorii najlepszego materiału międzynarodowego.